# Bahianisca
Bahianisca is een geslacht van wantsen uit de familie van de Miridae (Blindwantsen). Het geslacht werd voor het eerst wetenschappelijk beschreven door Carvalho & Wallerstein in 1978.

## Soorten
Het genus is monotypisch en bevat alleen de volgende soort:

- Bahianisca nigra Carvalho & Wallerstein, 1978